# Laure Berthiaume-Denault
Laure Berthiaume-Denault, née sous le nom de Marie-Laure Berthiaume (Ottawa, 10 juin 1910 – Ottawa, 5 février 1971) est une artiste-peintre et écrivaine franco-ontarienne.

## Biographie
Fille d’une famille bourgeoise, son père, Apolydore Berthiaume, est inspecteur des impôts pour le ministère fédéral sur le revenu alors que sa mère, Clémentine Raymond, est professeur de piano[réf. nécessaire]. Celle-ci est très reconnue dans le Haut-Canada et y gagne la médaille d’or du piano[réf. nécessaire]. Laure fait partie de la minorité des femmes ayant reçu une très bonne éducation. Sa mère lui transmet sa passion pour la musique et la jeune femme, dès son jeune âge, fait preuve de talent au piano, au violon et dans le chant. Elle joue même du violon dans la symphonie d’Ottawa ; elle a alors quinze ans. Elle étudie au couvent des sœurs grises à Ottawa et s’initie aux beaux-arts en concentration peinture. À l’âge de vingt-trois ans, le 2 septembre 1933, elle épouse Alphonse Denault, un photographe, avec qui elle travaille au studio Denault[réf. nécessaire]. En 1937, à  vingt-sept ans, la jeune peintre publie un premier roman : Marie-Jeanne. Le roman est constitué de deux intrigues séparées. Plusieurs critiques sont faites à son sujet. « […] Laure Berthiaume-Denault échafaud[e] des intrigues amoureuses qu’[elle veut] pathétiques à souhait. Les sentiments un peu fabriqués surprennent, non pas tant par leur inauthenticité que par leur caractère insolite. » (Maurice Lemire, p. 100) Le procédé est gauche, le style inconstant et on dit d’elle qu’elle « fait ses gammes » (Dictionnaire des œuvres littéraires du Québec, p. 677).
Son deuxième roman, Mon sauvage, publié un an plus tard reçoit un meilleur accueil[réf. nécessaire]. Le roman est plus important : 216 pages. L’auteur met l’accent sur les contrastes entre les modes de vie des deux personnages principaux [réf. nécessaire]. Elle traite, dans son nouveau roman, des Amérindiens encore méconnus à l’époque. De 1948 à 1964, elle organise quelques expositions d’art à Montréal et peint la majeure partie de son temps. En 1967, elle organise et présente sa plus grosse exposition de peintures ayant pour thème les artistes nés à Ottawa. Durant sa vie, elle écrit plusieurs articles publiés dans différents journaux[réf. nécessaire]. Elle collabore aussi au Droit, à la Presse et au Petit Journal.

## Thématique et esthétique
Le roman Mon sauvage (1938) est un cas littéraire d’exception où la représentation de l’Amérindien est transmise non seulement par une femme, sur un ton érotisant, mais également la description détaillée et inusitée pour l’époque. Laure Berthiaume-Denault propose une mixité dans le mariage contraire aux préceptes du début du XXe siècle. 

## Œuvres
- 1937 - Marie-Jeanne
- 1938 - Mon sauvage